# Гільдеберт де Лавардін
Гільдеберт (фр. Hildebert de Lavardin; бл. 1055 — 18 грудня 1133) — архієпископ Турської кафедри в 1125—1137.

## Життєпис

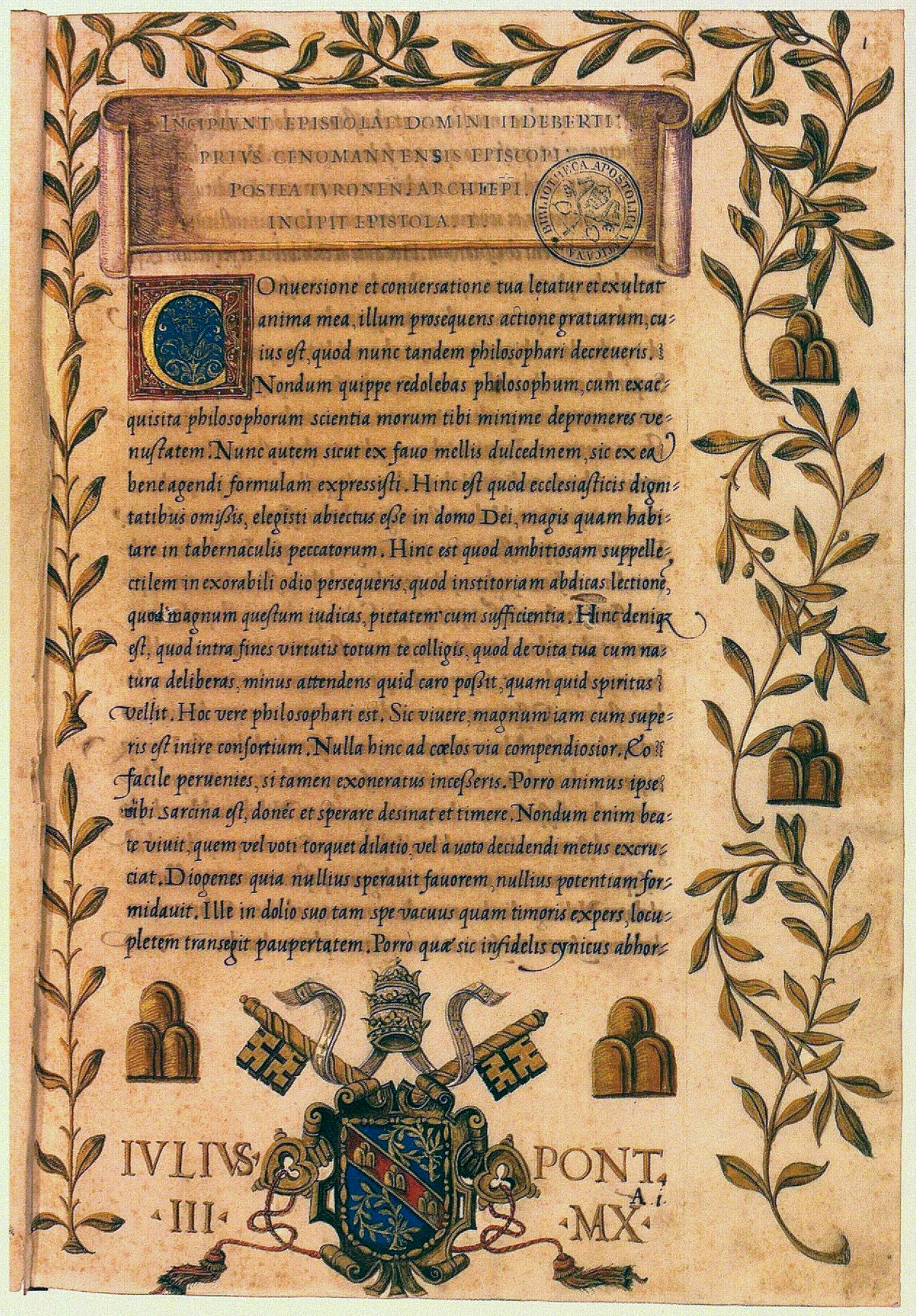

Походив з бідної шляхетської родини. Народився бл. 1055 року у Лавардіні, поблизу Вандома. Замолоду йому було визначено церковну кар'єру. Ймовірно, він був учнем Беренгара Турського і став майстром школи в Ле-Мані. Відомий був широким знанням творчості актичних авторів, насамперед Цицерона, Овідія.
У 1091 році був призначений архідияконом, а в 1096 або 1097 році став єпископом Ле-Мана. Йому довелося зіткнутися з ворожістю частини свого духовенства, а також англійського короля Вільгельма II, який захопив Ле-Ман і перевіз єпископа з собою до Англії. Тут Гільдеберт перебував близько 1 року.
У 1100 або 1103 році відправився до Риму, де попросив дозволу залишити єпископство, на що папа римський Пасхалій II відповів відмовою. Гільдеберт побудував частину собору в Ле-Мані. У 1116 році його єпархія зазнала великого замішання через проповідь Генріха Лозаннського, який засуджував вище духовенство, особливо єпископа. Гільдеберт змусив його залищити єпархію Ле-Мана, але наслідки його проповіді залишилися. 1123 року був учасником Першого Латеранського собору.
У 1125 році Гільдеберта неохоче перевели на архієпископську кафедру Тура, де він вступив у конфлікт з французьким королем Людовиком VI щодо прав церковного патронажу та з 1131 року з Жоффруа Ле Ру, єпископом Долу, стосовно влади його над 2 єпархіями в Бретані.
Він очолював Синод в Нанті. Помер Гільдеберт у Турі 1133 року.

## Творчість
Основу становить вірші, декілька проповідей, житіє святих, трактати, епістолярна творчість. Збірка творів була видана у 1708 році. Складав вірші різної тематики. Кількість рукописних проповідей, які він складав французькою мовою та латиною, до тепер є дискусійною. З 144 проповідей більшість тепер вважає належить Петру Ломбардському. Є автором життєписів Гуго Клюнійського та Св. Радегунди.
Його листи користувалися великою популярністю в XII—XIII ст., часто використовувалися як класика в школах Франції та Італії. Вони включають два листи про боротьбу між імператором Генріхом V і папою римським Пасхалієм II. Відоме його листування з Аделою Нормандською.
Раніше Гільдеберт де Лавардін вважався автором богословсько-філософського трактату «Tractatus theologicus», але тепер його приписують Гуго Сен-Вікторському.